# Dicentria schizurina
Dicentria schizurina är en fjärilsart som beskrevs av Felix Bryk 1953. Dicentria schizurina ingår i släktet Dicentria och familjen tandspinnare. Inga underarter finns listade i Catalogue of Life.